# اقتصاديات الهندسة

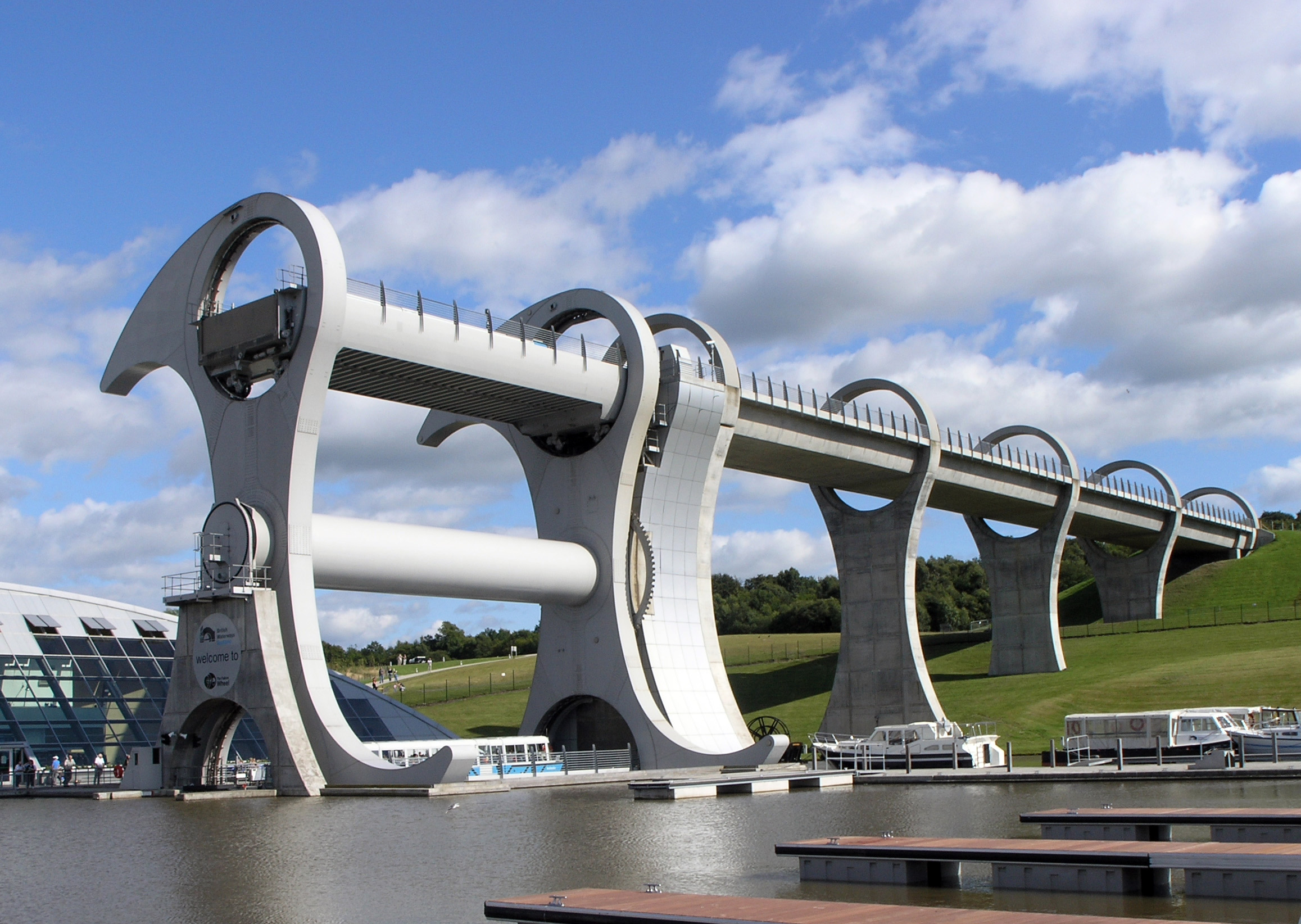

اقتصاديات الهندسة،(و قديما كانت تعرف بالاقتصاد الهندسي):هي فرع علم الاقتصاد الذي يُطبّق علي المشاريع الهندسية. وفيه يحاول المهندسون إيجاد حلول للمشاكل الهندسية مع الأخذ في الاعتبار كلا من الجدوى الاقتصادية لكل حل محتمل وكذلك الجوانب التقنية.

## نبذة
في المناهج الجامعية بالولايات المتحدة، يوجد في الغالب دورة تدربيبة لاقتصاديات الهندسة، وتعتبر من المواضيع الأساسية في الامتحانات الهندسية، ومن الممكن أيضا أن تكون الأسئلة حول مبادئ وممارسات دراسة الهندسة، وكلاهما جزء من عملية التصنيع الهندسي المهني.
تعتبر القيمة الزمنية للنقود من الأمور الرئيسية التي تؤخذ في الاعتبار في أغلب تحليلات اقتصاديات الهندسة. يتم خصم التدفقات النقدية باستخدام سعر الفائدة، إلا في الدراسات الاقتصادية الأساسية.
عادة يكون لكل مشكلة مجموعة من البدائل للحل، إلا أن الخيار الوحيد الذي يؤخذ في الاعتبار خلال أي تحليل والذي غالبا ما يكون هو الاختيار المناسب هو عدم فعل أي بدائل لحل المشكلة. لابد أيضا من مراعاة تكلفة اختيار أحد الحلول علي باقي البدائل. وهناك أيضا عوامل اقتصادية تؤخذ في الاعتبار مثل : اللون، الأسلوب، الصورة العامة.. الخ، مثل هذه العوامل تسمي "سمات".
من الأمور التي يتم تقديرها أيضا في اقتصاديات الهندسة : التكاليف والإيرادات، ويتم ذلك لكل بديل من البدائل، وبالنسبة لفترة التحليل فهي إما أن تكون خلال عدد محدد من السنوات أو خلال العمر المقدر للمشروع. غالبا ما يتم نسيان قيمة الإنقاذ، ولكن هذا لا يمنع أهميتها، وهي تساوي التكلفة الإجمالية أو الدخل الإجمالي لتفكيك المشروع.
من الموضوعات الأخرى التي يمكن معالجتها في اقتصاديات الهندسة : التضخم، عدم الثأكد، الاستبدالات، الاستهلاك، الموارد، الاستنفاذ، الإعفاءات الضريبية، المحاسبة، تقديرات التكلفة وتمويل رأس المال. كل تلك الموضوعات تعتبر مهارات أساسية ومناطق معرفة في مجال هندسة التكاليف
و لأن الهندسة تعتبر جزء مهم في القطاع الصناعي من الاقتصاد، فإن اقتصاديات الهندسة الصناعية هي أحد الأجزاء الهامة في الاقتصاديات الصناعية والتجارية. أهم موضوعات اقتصاديات الهندسة الصناعية هي :
- اقتصاديات الإدارة، العمليات، النمو، وربحية الشركات الهندسية.
- الاتجاهات والقضايا الاقتصادية علي المستوي الكلي للهندسة.[3]
- أسواق المنتجات الهندسية وتأثيرات الطلب.
- التنمية والتسويق والتمويل للجديد من التقنيات والمنتجات الهندسية.

## تحليلات نموذجية
- الاسترداد البسيط(SPB)
- الاسترداد المخصوم (DPB)
- القيمة الحالية(PW)
- القيمة السنوية (AW)
- القيمة المستقبلة(FW)
- معدل العائد الداخلي (IRR)
- معدل العائد الخارجي (ERR)
- الحد الأدني للعائد المقبول]] (MARR)
- تكلفة دورة الحياة (LCC)